# 터터바녀구

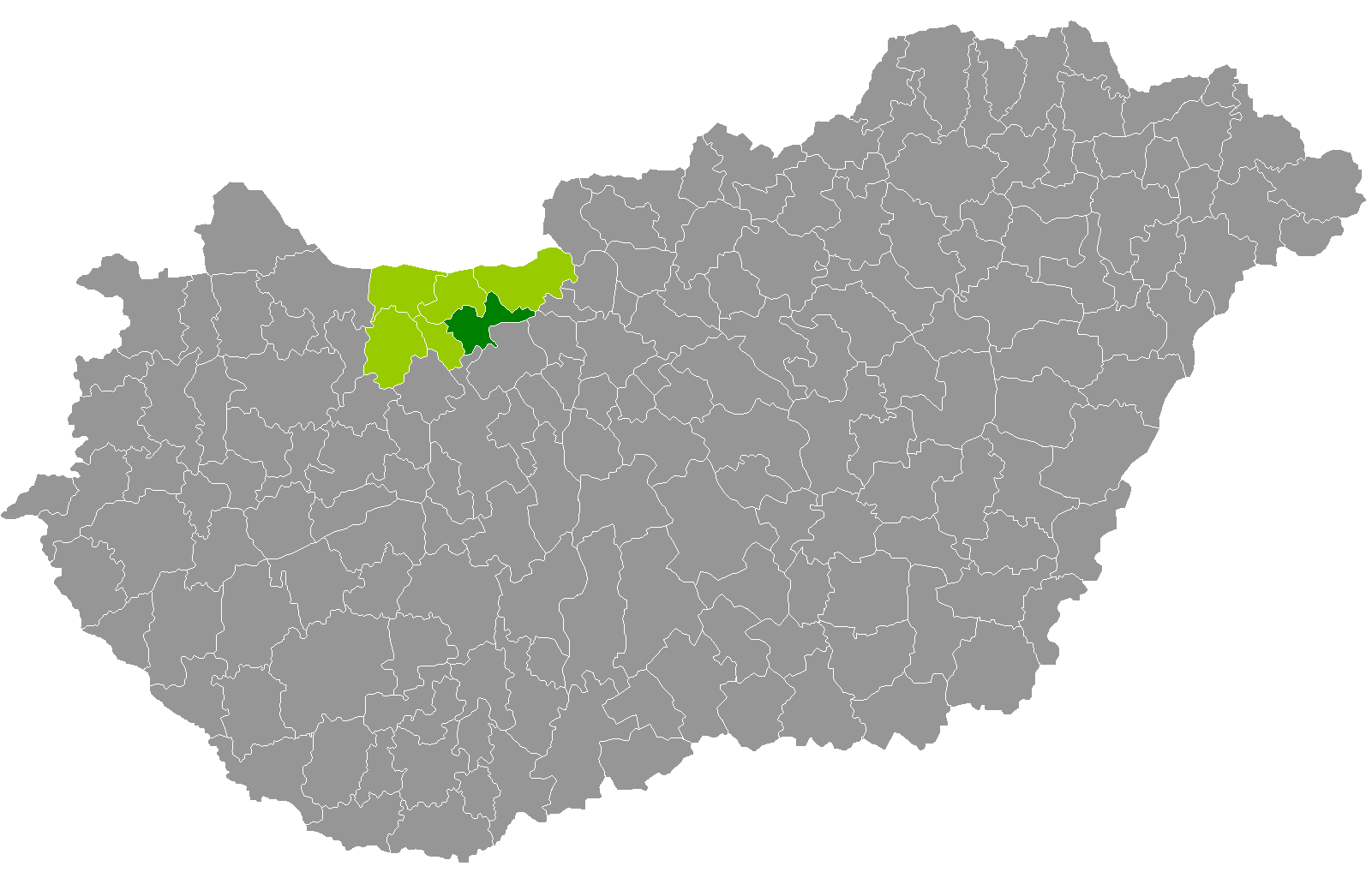
코마롬에스테르곰주 지도에 표시된 터터바녀구의 위치

터터바녀구(헝가리어: Tatabányai járás)는 헝가리 코마롬에스테르곰주에 위치한 구로 구청 소재지는 터터바녀이며 면적은 331.65km2, 인구는 85,691명(2011년 기준), 인구 밀도는 258명/km2이다.
북쪽으로는 터터구, 에스테르곰구, 동쪽으로는 페슈트주 부더케시구, 남쪽으로는 페예르주 비치케구, 서쪽으로는 오로슬라니구와 접한다. 10개 지방 자치체(1개 도시주, 9개 마을)를 관할한다.

구 문장